# Tom Clancy's Rainbow Six: Vegas
Tom Clancy's Rainbow Six: Vegas — гра у жанрі тактичний шутер/шутер від першої особи, яка розроблена компанією Ubisoft Montreal і видана компанією Ubisoft Entertainment.
Гру випустили на Xbox 360 21 листопада 2006 року і на Windows PC 12 грудня 2006 року. Версія для PlayStation Portable в Північній Америці і Європі вийшла 12 червня 2007 року, а PS3 версія — 26 червня 2007 року.

## Вимоги
- Windows XP, Windows Vista
- Процесор: P4 3 GHz or AMD еквівалентний
- Місце на жорсткому диску: 7 Гб
- RAM: 1024 MB
- Відеокарта: 128 MB, Shader Model 3 and DirectX 9.0c сумісна
- Звукова карта: DirectX 9.0c сумісна
- Версія DirectX: DirectX 9.0c
- Гра по мережі: LAN і/або 128 кбіт Cable/DSL.

Керування: Клавіатура і миша, геймпад.